# 家庭教師

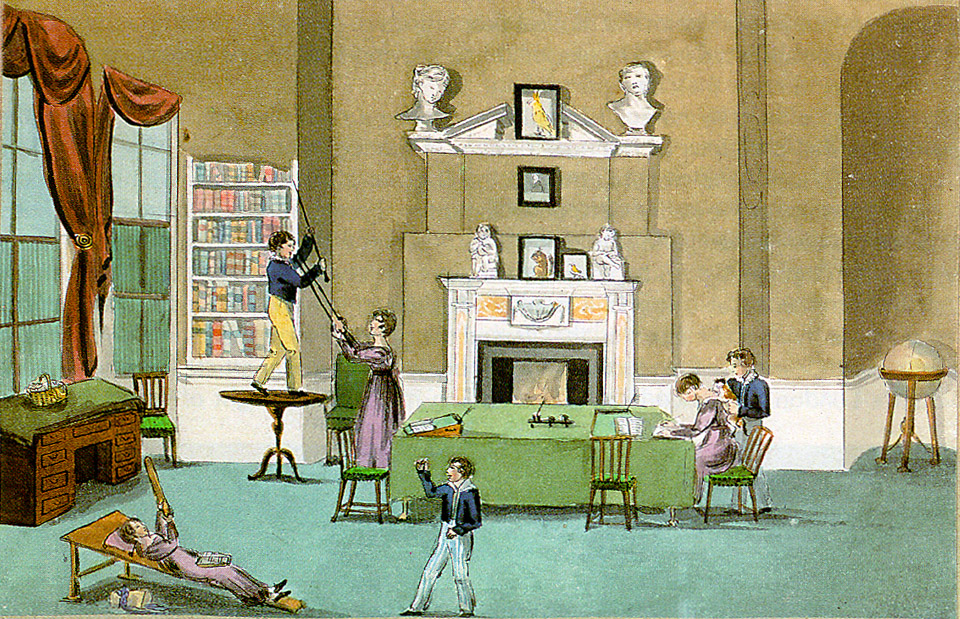
1820年描寫歐洲家庭教師的水彩畫

家庭教师是职业的一种，被个别家庭以特定的报酬聘为私人教师的从业者。学校教育普及前，受教于家庭教师是个人教育的主要方式之一。
现代家庭教师是学校教育之外的重要补充部份。家庭教師通常負責补习功课，或者是或教授某些技能，例如樂器、語言等。但在一些可以在家學習取得被承認學歷的國家，有些家庭教師會提供正式的教育。中国大陆和台灣通常简称为家教，香港則稱為上門導師，而專門替學生補習的則稱為上門補習導師，在香港會透過一些補習中介網站登記。家庭教师通常以时薪計。一些学生，尤其是高中生和大學生，为了赚取报酬，通常也以當家庭教师作為工讀的兼職；常見的除了補習外，還有教授鋼琴等樂器。由于报酬一般很少，从业者往往是临时或兼職性质，所有家庭老师的待聘者并不会花费太多的金钱用于宣传上，通常他们会采取张贴街招的形式或於校內找需要補習的學弟妹。
在網路發達的時代，許多人會透過家教仲介業者或者人力銀行之類的網站招募或應徵家庭教師。